# Danh sách nhà toán học Iran
Sau đây là danh sách các nhà toán học người Iran bao gồm cả người thuộc các dân tộc Iran.

## A
- Athir al-Din al-Abhari (?–1262/1265)
- Abu Nasr-e Mansur (khoảng 960–1036)
- Abū Ja'far al-Khāzin (900–971), nhà toán học và nhà thiên văn học
- Abu al-Wafa' Buzjani (940–998), nhà toán học
- Abu al-Jud (khả năng là mất năm 1014/15)
- Abu al-Hasan al-Ahwazi, nhà toán học và nhà thiên văn học thế kỷ thứ 10-11

## B
- Bahai, Sheikh (1547–1621), nhà thơ, nhà toán học, nhà thiên văn học, kỹ sư, nhà thiết kế, faghih (nhà khoa học tôn giáo) và kiến trúc sư
- Abu Ma'shar al-Balkhi (787–886), được gọi bằng tiếng Latinh là Albumasar
- Abu Zayd al-Balkhi (850–934), nhà địa lý và nhà toán học
- Al-Biruni (973–1048), nhà thiên văn học và nhà toán học
- Sahl ibn Bishr (khoảng 786–845?), nhà chiêm tinh, nhà toán học
- al-Birjandi (?–1528), nhà thiên văn và nhà toán học
- Caucher Birkar (1978- ), nhà toán học người Kurd-Iran[1][2], Giải thưởng Fields 2018

## C
- Rama Cont, Giáo sư toán học tại Đại học Oxford,[3]  người nhận giải thưởng Louis Bachelier của Viện Hàn lâm Khoa học Pháp (2010)[4]

## D
- Abu Hanifa Dinawari (815–896), nhà thiên văn, nhà nông học, nhà thực vật học, nhà luyện kim, nhà địa lý, nhà toán học và nhà sử học

## E
- Abbas Edalat, Giáo sư khoa học máy tính và toán học, Đại học Hoàng gia Luân Đôn[5]

## F
- Kamāl al-Dīn al-Fārisī (1267–1319)
- Fazari, Ibrahim (?–777), nhà toán học và nhà thiên văn
- Fazari, Mohammad (?–796), nhà toán học và nhà thiên văn

## G
- Kushyar Gilani (971–1029), nhà toán học, nhà địa lý học, nhà thiên văn
- Abu Said Gorgani (thế kỷ thứ 9), nhà toán học và nhà thiên văn

## H
- Habash al-Hasib al-Marwazi, nhà toán học, nhà thiên văn, nhà địa lý học
- Ayn al-Quzat Hamadani, luật gia, nhà thần bí, triết gia, nhà thơ và nhà toán học

## I
- Isfahani Abol-fath (thế kỷ thứ 10)
- Al-Isfizari (thế kỷ thứ 11 - 12), nhà toán học và nhà thiên văn

## J
- Ismail al-Jazari (thế kỷ thứ 12), nhà bác học, nhà toán học, nhà phát minh
- Al-Abbās ibn Said al-Jawharī (800-860), nhà hình học

## K
- Karaji (953–1029)
- Jamshid-i Kashani (khoảng 1380–1429), nhà thiên văn và nhà toán học
- Khayyam, Omar (1048–1131), nhà thơ, nhà toán học và nhà thiên văn
- Al-Kharaqī, nhà thiên văn và nhà toán học
- Khujandi (khoảng 940 – khoảng 1000), nhà toán học và nhà thiên văn
- Muhammad ibn Musa al-Khwarizmi (còn gọi là Al-Khwarazmi, khoảng 780 – khoảng 850), người khai sinh ra thuật toán và đại số, nhà toán học và nhà thiên văn
- Najm al-Dīn al-Qazwīnī al-Kātibī, nhà lô-gic và triết gia
- Abū Sahl al-Qūhī, nhà thiên văn và nhà toán học
- Abu Ishaq al-Kubunani (tạ thế sau 1481), nhà thiên văn và nhà toán học

## M
- Esfandiar Maasoumi, Thành viên của Hiệp hội Thống kê Hoàng gia, Đại học Southern Methodist[6]
- Mahani (thế kỷ thứ 9), nhà thiên văn và nhà toán học
- Maryam Mirzakhani (1977–2017) Giáo sư toán học, Đại học Stanford; phụ nữ đầu tiên nhận huy chương Fields (2014)[7]
- Muhammad Baqir Yazdi (thế kỷ thứ 17), tìm được cặp số "amicable number" 9,363,584 và 9,437,056

## N
- Nasir Khusraw (1004–1088), nhà khoa học, học giả Ismaili, nhà toán học, triết gia, nhà lữ hành và nhà thơ
- Nasavi (khoảng 1010 – khoảng 1075)
- Nizam al-Din Nishapuri, nhà toán học, nhà thiên văn, luật gia, nhà chú giải và nhà thơ
- Nayrizi (865–1022), nhà thiên văn và nhà toán học

## Q
- Ali Qushji (1403 – 16 tháng mười hai 1474), nhà toán học, nhà thiên văn và bác sĩ

## S
- Samarqandi, Ashraf (khoảng 1250 – khoảng 1310), nhà thiên văn và nhà toán học
- Ibn Sahl, nhà vật lý và nhà toán học
- Freydoon Shahidi,  Giáo sư Toán học Ưu tú, Đại học Purdue
- Sijzi (khoảng 945 – khoảng 1020), nhà toán học, nhà thiên văn và nhà chiêm tinh
- Zayn al-Din Omar Savaji, nhà triết học và nhà logic học
- M. Vali Siadat, Giáo sư Toán học Ưu tú, Đại học Illinois tại Chicago

## T
- Ramin Takloo-Bighash (sinh 1974), nhà lý thuyết số học, Đại học Illinois tại Chicago
- Tusi, Nasireddin (1201–1274), nhà bác học Ba Tư, kiến trúc sư, triết gia, bác sĩ, nhà khoa học và nhà thần học
- Tusi, Sharafeddin (?–1213/4)

## Y
- Yaʿqūb ibn Ṭāriq (?–796), nhà thiên văn và nhà toán học
- Nazif ibn Yumn (?–990), nhà toán học

## Z
- Zarir Jurjani (thế kỷ thứ 9), nhà thiên văn và nhà toán học